# Marek Samarcew
Marek Samarcew (ur. 11 kwietnia 1951 w Żarach) – generał dywizji Wojska Polskiego.

## Służba w wojsku
Po ukończeniu szkoły oficerskiej od 1975 roku pełnił służbę w 2 Sudeckim Pułku Czołgów Średnich w Opolu, gdzie dowodził plutonem, a następnie kompanią czołgów. W 1981 roku objął obowiązki oficera operacyjnego, a w 1982 roku szefa sztabu – zastępcy dowódcy 13 Pułku Zmechanizowanego w Kożuchowie. Od 1984 do 1985 roku był starszym oficerem operacyjnym Oddziału Szkolenia Bojowego Sztabu Śląskiego Okręgu Wojskowego we Wrocławiu. 
W latach 1985–1988 był dowódcą 42 Pułku Zmechanizowanego w Żarach.  W 1988 roku został wyznaczony na stanowisko szefa sztabu – zastępcy dowódcy 4 Dywizji  Zmechanizowanej Krośnie Odrzańskim.  
W 1991 roku objął obowiązki dowódcy 1 Dywizji  Zmechanizowanej w Legionowie. W 1994 roku został zastępcą szefa Zarządu X Szkolenia Bojowego Sztabu Generalnego WP. W 1995 roku  mianowany na stopień wojskowy generała brygady i w tym samym roku wyznaczony na stanowisko szefa Zarządu XII Sztabu Generalnego WP. W 1997 roku został wyznaczony na stanowisko zastępcy szefa szkolenia Dowództwa Wojsk Lądowych. W 1995 odznaczony Krzyżem Kawalerskim Orderu Odrodzenia Polski.
W 1999 roku objął stanowisko szefa szkolenia - zastępcy dowódcy Śląskiego Okręgu Wojskowego, a od roku 2001 pełnił służbę na stanowisku zastępcy dowódcy ŚOW. W latach 2002–2005 dowodził 12 Szczecińską Dywizją Zmechanizowaną w Szczecinie. W 2003 roku mianowany na stopień generała dywizji. W 2006 roku odszedł do rezerwy.

## Działalność społeczna
- wiceprezes Stowarzyszenia Czołgistów Polskich

## Wykształcenie wojskowe
- Wyższa Szkoła Oficerska Wojsk Pancernych w Poznaniu (1971-1975) - ukończył ją jako prymus
- Akademia Sztabu Generalnego WP w Warszawie (1979-1981)
- Akademia Sztabu Generalnego SZ FR (1991-1994).